# Václav Kaplický
Václav Kaplický, né le 28 août 1895 et mort le 4 octobre 1982, est un écrivain, journaliste et poète tchécoslovaque.

### Fictions
- Kraj kalicha, 1945 – traitant de la période hussite
- Čtveráci, 1952
- Železná koruna (2 volumes), 1954 – à propos de la vie des civils durant la Guerre de Trente Ans
- Smršť, 1955
- Rekruti, 1956
- Listy z kronik, 1958 – cinq histoires courtes sur la Bohême du nord
- Zaťatá pěst, 1959
- Kladivo na čarodějnice (en)[1], 1963
- Táborská republika (3 volumes), 1969 – traitant de la période hussite
- Nalezeno právem, 1971
- Škůdce zemský Jiří Kopidlanský, 1976
- Veliké theatrum, 1977
- Kdo s koho, 1979
- Život alchymistův, 1980 – biographie d'Edward Kelley

### Pour enfants
- O věrnosti a zradě, 1959 – 15 histoires courtes à caractère historique
- Bandita, Paťara a spol., 1969
- Královský souboj, 1971

### Autres
- Gornostaj, finit en 1921, publié en 1936
- Dobří přátelé, 1961 – sur l'amour de la nature
- Ani tygři, ani lvi, 1966 – histoires courtes sur les animaux de compagnies
- Od města k městu, 1975
- Hrst vzpomínek z mládí, 1988

## Source de la traduction
- (en) Cet article est partiellement ou en totalité issu de l’article de Wikipédia en anglais intitulé « Václav Kaplický » (voir la liste des auteurs).